# Савинці (Псковська область)
Савинці (рос. Савинцы) — присілок в Питаловському районі Псковської області Російської Федерації.
Населення становить 16 осіб. Входить до складу муніципального утворення Линовська волость.

## Історія
Від 2015 року входить до складу муніципального утворення Линовська волость.

## Населення
| 2002 | 2010 |
| ---- | ---- |
| 20   | ↘16  |